# Scottish Open 1936
Die Scottish Open 1936 waren die 24. Austragung dieser internationalen Meisterschaften von Schottland im Badminton. Sie fanden Anfang des Jahres in Glasgow statt.

## Finalresultate
| Disziplin    | Sieger                              | Finalist                           | Ergebnis            |
| ------------ | ----------------------------------- | ---------------------------------- | ------------------- |
| Herreneinzel | C. H. Whittaker                     | Thomas Boyle                       | 15–8, 15–9          |
| Dameneinzel  | Thelma Kingsbury                    | Daphne Young                       | 11–3, 11–4          |
| Herrendoppel | Thomas Boyle James Rankin           | Ian Maconachie C. H. Whittaker     | 15–10, 16–17, 15–13 |
| Damendoppel  | Marjorie Henderson Thelma Kingsbury | Elizabeth Anderson E. W. Greenwood | 15–11, 15–6         |
| Mixed        | Ian Maconachie Thelma Kingsbury     | James Rankin Marian Horsley        | 15–3, 17–15         |